# フリードリヒ (シュレースヴィヒ＝ホルシュタイン＝ゾンダーブルク＝グリュックスブルク公)
フリードリヒ・フォン・シュレースヴィヒ＝ホルシュタイン＝ゾンダーブルク＝グリュックスブルク（ドイツ語: Friedrich von Schleswig-Holstein-Sonderburg-Glücksburg, 1814年10月23日 - 1885年11月27日）は、シュレースヴィヒ＝ホルシュタイン＝ゾンダーブルク＝グリュックスブルク公（在位：1878年 - 1885年）。デンマーク語名はフレゼリク・ア・スレースヴィ・ホルステン＝セナーボー＝グリュクスボー（Frederik af Slesvig-Holsten-Sønderborg-Glücksborg）。デンマーク王クリスチャン9世の次兄にあたる。

## 生涯
グリュックスブルク公フリードリヒ・ヴィルヘルムとその妻のヘッセン＝カッセル公女ルイーゼ・カロリーネの次男としてゴットルフ城で生まれる。
1841年10月16日にシャウムブルク＝リッペ侯女アーデルハイト（ゲオルク・ヴィルヘルムの次女）と結婚し、2男3女を儲けた。
- マリー・カロリーネ・アウグステ・イーダ・ルイーゼ（オランダ語版）（1844年 - 1932年） - 1884年、ヘッセン＝フィリップスタール＝バルヒフェルト公子ヴィルヘルムと結婚
- フリードリヒ・フェルディナント・ゲオルク・クリスティアン・カール・ヴィルヘルム（1855年 - 1934年） - グリュックスブルク家家長
- ルイーゼ・カロリーネ・ユリアーネ（英語版）（1858年 - 1936年） - 1891年、ヴァルデック＝ピルモント侯ゲオルク・ヴィクトルと結婚
- マリー・ヴィルヘルミーネ・ルイーゼ・イーダ・フリーデリケ・マティルデ・ヘルミーネ（1859年 - 1941年）
- アルブレヒト・クリスティアン・アドルフ・カール・オイゲン（1863年 - 1948年）

1878年、子供のない兄カールから公爵位を継いだ。